# بارتولد هاينريش بروكس
بارتولد هاينريش بروكس (بالألمانية: Barthold Heinrich Brockes)، هو شاعر ألماني، ولد في 1680 في هامبورغ. وينتمي بروكس إلى عائلة تجار غنية. درس الحقوق وقام بالعديد من الرحلات. وفي عام 1716 أسس (الجماعة الوطنية) وفي الفترة من 1724 حتى 1726 أصدر الصحيفة الأسبوعية (الوطني)، توفي في 1747 «Der Patriot».

## أعماله
- الابتهاج بالملذات الأرضية ابتغاء رضا الرب «Irdisches Vergnügen in Gott» (مجموعة قصائد في تسعة أجاء 1721-1748).

## روابط خارجية
- بارتولد هاينريش بروكس على موقع الموسوعة البريطانية (الإنجليزية)
- بارتولد هاينريش بروكس على موقع ميوزك برينز (الإنجليزية)
- بارتولد هاينريش بروكس على موقع ديسكوغز (الإنجليزية)